# Glatiramer-acetát
Glatiramer-acetát je obecný název pro lék Copaxone či Copolymer 1 vyvíjený izraelskou farmaceutickou společností Teva Pharmaceuticals. Jedná se o imunomodulátor, který je ve většině zemí světa licencován pro snížení frekvence relapsů u relaps remitentní formy roztroušené sklerózy. Copaxon se aplikuje podkožně injekcí v dávce 20 mg denně nebo 40 mg třikrát týdně. Jedná se o lék, který není na bázi interferonů a steroidů.
Látka byla vyvinuta v 60. letech ve Weizmannově institutu věd v izraelském městě Rechovot.